# Vetenskapsåret 1780

## Händelser
- Aimé Argand uppfinner argandlampan.

## Pristagare
- Copleymedaljen: Samuel Vince, engelsk matematiker och astronom.

## Födda
- 1 oktober - Göran Wahlenberg (död 1851), svensk naturforskare, främst botaniker.
- 26 december - Mary Somerville (död 1872), skotsk vetenskaplig författare, astronom och matematiker.
- Niccolò Cacciatore (död 1841), italiensk astronom och franciskanmunk.

## Avlidna
- 17 oktober - William Cookworthy (född 1705), engelsk kemist.
- John Kay (född 1704), engelsk uppfinnare.